# 愛染カツラ (木)

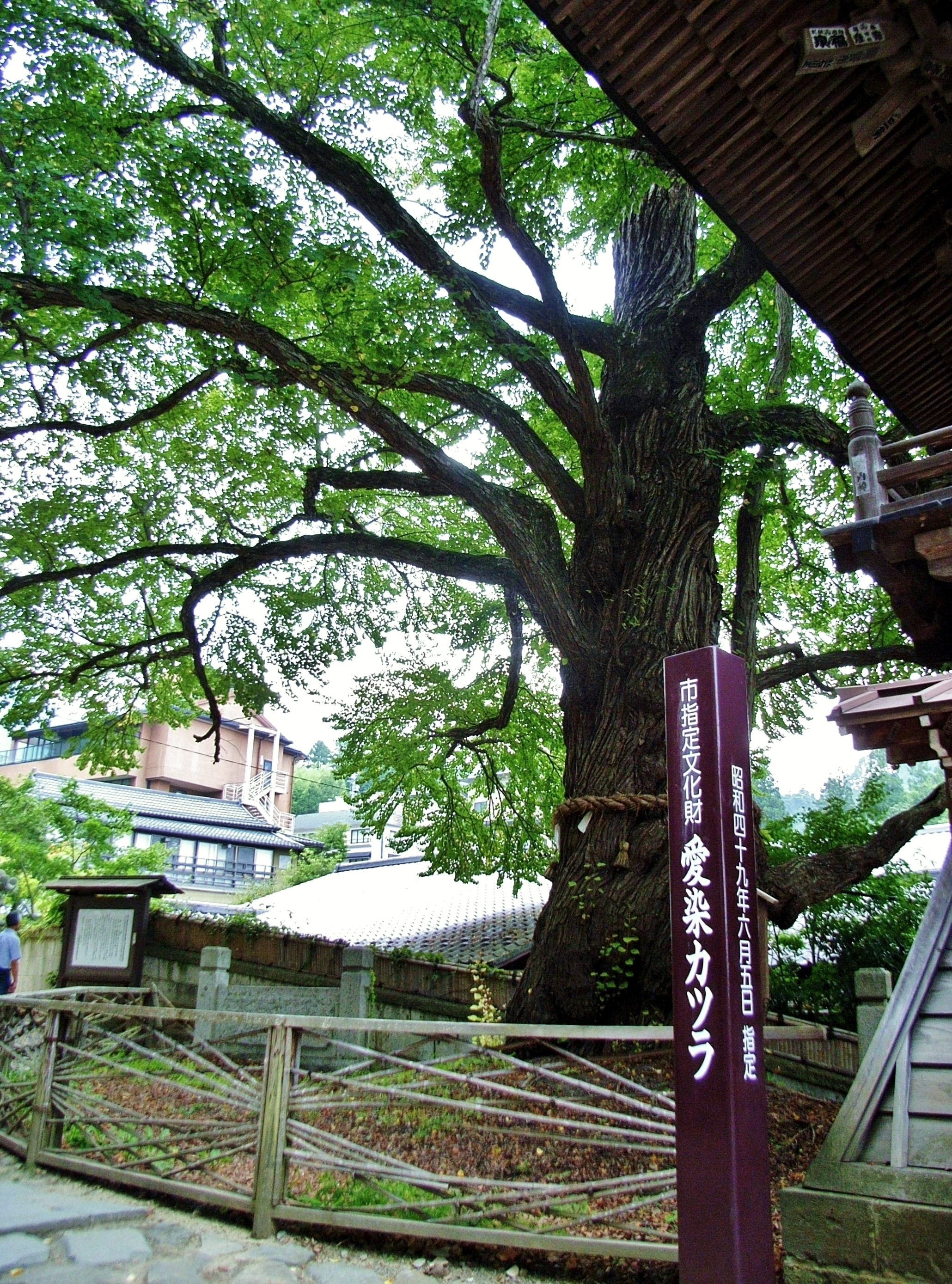
愛染カツラ（2009年8月）

愛染カツラ（あいぜんカツラ）は、長野県上田市別所温泉の北向観音境内に生育するカツラの巨木（雄株）である。推定の樹齢は300年以上、600年から650年、1000年以上などの諸説があり、慈覚大師円仁と千手観音にまつわる伝説が残されている。この木が世に知られる契機となったのは、川口松太郎の小説『愛染かつら』である。川口はこのカツラの木と木に隣接する愛染明王堂に着想を得て、1編の恋愛ドラマを書き上げた。小説及びこれを原作とした映画の大ヒットによって、この木も「愛染カツラ」と呼ばれるようになっている。

## 由来
別所温泉は信州最古の温泉といわれ、景行天皇の時代、日本武尊の東征の折りに発見されたとの伝承がある。『北向観音院山史』という郷土資料によると、826年（天長3年）に、突然山中から火の手が上がった。そこへ天台座主円仁が現れて、火に向かって祈ったところその祈りに応えて千手観音が現れ、地面からは温泉が湧出した。千手観音は北向山のカツラの大木に留まったため、円仁がその姿を写して祀ったのが北向観音の発祥であるという。善光寺と向かい合うように本堂が北を向いていることから「北向観音」と呼ばれ、善光寺だけに参拝して北向観音に参拝しないのは「片参り」といわれて忌むべきことと伝えられている。
北向観音の正面石段の西側に、1本のカツラの木（雄株）が生育している。目通り幹囲は約5.5メートル、枝張りは約14メートル、樹高は22メートルを測る。国の天然記念物などのカツラの大木では根元から株立ちになって多くの幹が分立する状態のものがよく見受けられるが、この木は主幹が単独で成長して大きく育っている。推定の樹齢は300年以上、600年から650年、1000年以上などのさまざまな説がある。
この木の名を高めたのは、第1回直木賞受賞者として知られる川口松太郎の小説『愛染かつら』である。川口は若き医師と美貌の看護婦の恋愛ドラマを書き上げ、1937年（昭和12年）2月号から翌1938年（昭和13年）5月号まで雑誌『婦人倶楽部』に連載した。この小説を原作として松竹大船撮影所が製作、野村浩将が監督、上原謙・田中絹代が主演して映画化され、同年9月15日に前篇・後篇が同時に公開されて、主題歌の『旅の夜風』（西條八十作詞・万城目正作曲）とともに大ヒットした。
川口は小説執筆前の1935年（昭和10年）頃、北向観音にほど近い別所温泉の老舗旅館「かしわや」に長期滞在し、小説の執筆準備に入っていた。部屋からは北向観音とこのカツラの木がよく見えたため、川口はこの木をモチーフにした恋愛ドラマを着想した。その当時、この木には慈覚大師円仁と千手観音にまつわる伝説が伝わるのみで特別の名称はなかった。木の隣にある愛染明王堂から川口は小説の題名を『愛染かつら』と決めてカツラの巨樹の下で永遠の愛を誓う若き男女の物語を書き上げ、小説も映画も大ヒットした。その結果この木も「愛染カツラ」と呼ばれるようになり、「縁結びの霊木」として名声を得ることとなった。
小説及び映画が大ヒットした後の1939年（昭和14年）6月5日に長野県から天然記念物の旧指定を受け、1974年（昭和49年）6月5日に改めて上田市指定の天然記念物となった。愛染カツラは別所温泉の名所の1つとなって、人々はこの木をバックに写真を撮ったり、縁結びの霊木として参拝したりするなど親しんでいる。北向観音の境内には、夫婦スギ（二股に分かれたスギの大木）があり、こちらも夫婦円満の象徴とされている。

## 交通アクセス
所在地
- 長野県上田市別所温泉別所温泉1666 北向観音境内

交通
- 上田電鉄別所線別所温泉駅から徒歩約10分[14]。